# Constance Aubert
Pour les articles homonymes, voir Abrantes et Aubert.
Constance Junot d’Abrantès, dite Constance Aubert, née le 9 juillet 1803 à Paris et morte le 28 janvier 1881 à Paris 2e,, est une journaliste et romancière française. 

## Biographie
Fille ainée de la duchesse d’Abrantès et du général Junot, elle s’est formée de bonne heure dans le salon tout littéraire que sa mère a tenu ouvert jusqu’à l’époque de sa mort, en 1838 et, initiée par elle à la littérature, a travaillé avec elle à plusieurs romans et nouvelles.
Comme sa mère, son frère Napoléon-Andoche et sa sœur Joséphine, Constance Aubert s’est lancée dans la carrière des lettres, mais elle n’a été connue en littérature que sous le nom de « Constance Aubert », par suite de son mariage, contre la volonté de sa mère, avec Antoine Aubert, engagé volontaire en 1818, qui s’était distingué, comme capitaine dans l’infanterie, à la bataille du Trocadéro, ce qui lui valut d’entrer dans les Gardes du corps. Ayant quitté le service en 1829, il fut installé préfet de la Corse, le 10 juin 1848, sous la courte dictature de Cavaignac, et démissionna le 20 décembre suivant, plus tard rédacteur au National. De cette union sont nés six enfants.
Écrivant principalement sur la mode, elle publié dans différents journaux et recueils s’occupant de modes et de la toilette des femmes des articles de modes et de variétés. Elle a longtemps rédigé le « Bulletin des modes » pour le Temps. Elle a donné, de plus, un certain nombre de courriers et de nouvelles, dans divers recueils littéraires, l’Opale, le Sélam et le Salmigondis, où elle a donné une nouvelle intitulée : « Dévouement ». Cette nouvelle a paru en volume en 1842.
Elle a collaboré à des revues et à des journaux, la Sylphide, la Presse, la Revue du Progrès, dirigée par Louis Blanc. Elle a également fondé, en 1843, les Abeilles parisiennes, devenues par la suite les Abeilles illustrées, tablettes mensuelles de l’industrie, du commerce et du confortable, auxquelles elle a ajouté à diverses reprises (1849 et suiv.) un petit album sous le titre d’Étrennes. Sa réputation s’étendait jusqu’à l’Espagne, où ses modèles de chapeaux ont été publiés à plusieurs reprises dans le journal La Moda elegante : periódico de las familias,. 
Ces travaux lui prenant beaucoup de temps, elle n’a pu écrire de grands ouvrages pendant le temps disponible que lui laissait sa petite famille. Elle a publié cependant également un petit pamphlet intitulé Encore le luxe des femmes : les femmes sages et les femmes folles et un Manuel d’économie élégante. Elle a encore signé des historiettes éditées par la maison Barbon, de Limoges. Quérard lui attribue, en outre, des Histoires morales et édifiantes et Une vie de jeune fille, dédiée à la S.A.R la princesse Adélaïde d'Orléans,.

## Jugements
« elle écrivait avec plus d’imagination, d’originalité, de piquant que sa sœur […] Louis Blanc […] appréciait fort l’originalité de son tour d’esprit. […] M. de Villemessant a dit qu’elle savait donner de l’intérêt à tous ces sujets, assez ingrats par eux-mêmes. »

## Publications
- Abeilles parisiennes, 3 vol. in-12, 1 vol. in-8° et 1 vol. in-4°, 15 fév. 1843 ; oct. 1849-déc. 1851, Paris, aux bureaux du Siècle, 1843-1851, lire en ligne sur Gallica.
- Manuel d’économie élégante, Paris, Taride, 1859, 1 vol., 158 p., lire en ligne sur Gallica.
- Encore le luxe des femmes ; Les femmes sages et les femmes folles, Extrait de l’Illustrateur des dames, Paris, Édouard Dentu, 1865, in-16.
- Manuel d’économie élégante, Paris, Tauride, 1859, in-8°.
- Le Salmigondis : contes de toutes les couleurs, Paris, H. Fournier, 1833, 1 vol. 429 p. lire en ligne sur Gallica.
- « La Vengeance d’une femme », Le Salmigondis, t. III, Paris, H. Fournier jeune, 1832, 1 vol., 439 p.
- Correspondance parisienne, 15 avril 1861-avril 1863, Paris, impr. de N. Chaix, in-4°.